# Conotyla aeto
Conotyla aeto är en mångfotingart som beskrevs av Shear 1971. Conotyla aeto ingår i släktet Conotyla och familjen Conotylidae. Inga underarter finns listade i Catalogue of Life.